# Ithaqua
Cet article possède un paronyme, voir Ithaca.
 (novembre 2015).
Ithaqua (le marcheur de vent ou le Wendigo) est un être fictif créé par l'écrivain américain August Derleth.

## «Mythe de Derleth»
August Derleth s'inspire du récit « Le Wendigo » d'Algernon Blackwood pour rédiger sa nouvelle The Thing That Walked on the Wind publiée dans le pulp Strange Tales (en) en janvier 1933. Ithaqua y est décrit comme une créature gigantesque grossièrement humanoïde, aux yeux rougeoyants. Il rôde dans le grand nord de l'Arctique jusqu'à la région subarctique, chassant les voyageurs imprudents et inspirant ainsi la légende amérindienne du Wendigo et probablement celle du Yéti.
Fier de sa création, August Derleth estime légitime de rattacher Ithaqua à l'œuvre de Howard Phillips Lovecraft et aux récits d'autres auteurs dans le cadre d'un ensemble littéraire qu'il désigne par la suite sous le vocable « Mythe de Cthulhu ». Ithaqua devient ainsi l'un des Grands Anciens.
Le culte de Ithaqua est réduit, mais il est très redouté dans le Grand Nord. Les habitants craintifs de la Sibérie et de l'Alaska offrent souvent des sacrifices à Ithaqua, moins en signe de vénération qu'à titre propitiatoire. Ceux qui rejoignent le culte du Grand Ancien acquièrent la capacité d'être totalement immunisés au froid. Il est adoré par une race non-humaine de cannibales, les Gnoph Keh. 

### Brian Lumley
Dans le cycle littéraire de Titus Crow, l'écrivain anglais Brian Lumley réutilise la créature de Derleth. Régnant sur le monde gelé de Borea, le Grand Ancien Ithaqua chevauche périodiquement les vents afin de franchir la distance qui sépare son royaume de la Terre. Il emporte ensuite ses victimes impuissantes à Borea pour qu'elles l'adorent parmi ses régions désertes et enneigées. Il tente souvent de se reproduire avec les femelles humanoïdes, dans l'espoir de créer une progéniture qui pourrait dépasser ses propres limites imposées par les Anciens Dieux, et ainsi contribuer à la libération du reste des Grands Anciens. Il est suggéré qu'Ithaqua pourrait désirer une  progéniture dans l'arrière-pensée de soulager sa solitude, car il est le seul de son espèce. Toutefois, tous ses enfants ont fini par se retourner contre lui tôt ou tard.

## Anders Fager
La nouvelle « Le vœu de l'homme brisé » d'Anders Fager évoque des croyances sames relatives aux blizzards  déchaînés par « Ittakka » dans la Scandinavie du XVIIIe siècle, notamment durant la Marche de la mort des Caroléens, un épisode de la Grande guerre du Nord en 1718. 

## Sources primaires (littérature)
- (en) Robert M. Price ( éd.), The Ithaqua Cycle : The Wind-Walker of the Icy Wastes, Oakland, Chaosium, coll. « Call of Cthulhu Fiction », 2006, 2e éd. (1re éd. 1998), 272 p. (ISBN 1-56882-191-3).